# Richia albicosta
Richia albicosta är en fjärilsart som beskrevs av Smith 1888. Richia albicosta ingår i släktet Richia och familjen nattflyn. Inga underarter finns listade.

## Bildgalleri

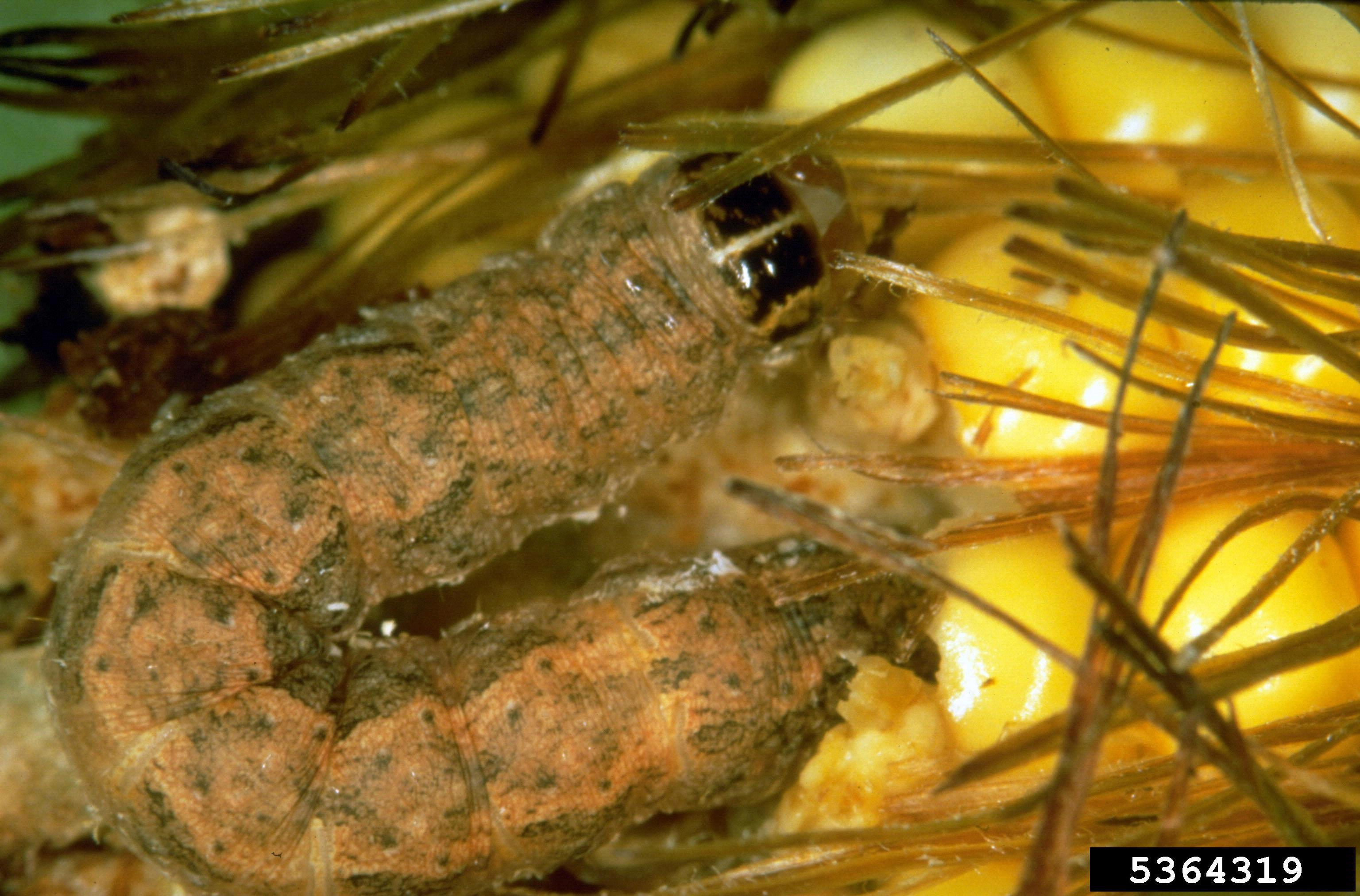